# Pteris setigera
Pteris setigera là một loài dương xỉ trong họ Pteridaceae. Loài này được N.C.Nair mô tả khoa học đầu tiên năm 1969.
Danh pháp khoa học của loài này chưa được làm sáng tỏ. 